# Mariage homosexuel aux îles Féroé
Aux Îles Féroé, la reconnaissance légale des couples de même sexe a longtemps été ignorée et rejetée, contrairement au Danemark. Cependant, le mariage est finalement adopté en 2017.

## Un pays constitutif à la traîne
Alors que le Danemark est le premier pays au monde à délivrer une reconnaissance légale aux couples de même sexe en 1989, le mariage homosexuel et religieux y est légalisé en 2012,. Au Groenland, autre pays constitutif du royaume du Danemark, les couples homosexuels y ont une reconnaissance légale depuis le 26 avril 1996 et le mariage homosexuel est voté en 2015 et mis en application en avril 2016. 
Les Féroé apparaissent à la traîne dans ce domaine. À l'occasion de la gay pride de Tórshavn en 2012, le député féroïen Finnur Helmsdal appelle à étendre le partenariat enregistré en vigueur au Danemark et au Groenland pour les Îles Féroé, mais ce projet d'ouverture du partenariat enregistré sur les îles ne sera jamais soumis au Løgting, le parlement local.
Ce sentiment est renforcé à l'occasion de la toute première discussion au Parlement féroïen de la possibilité d'ouvrir le mariage aux couples de même sexe. Un projet de loi est déposé le 20 novembre 2013, mais il est limité seulement à l'ouverture d'une cérémonie légale. En cas d'approbation, son entrée en vigueur est prévue le 1er avril 2014,,. Le projet est rejeté en seconde lecture le 13 mars 2014, 20 députés se prononçant contre, et seulement 11 favorablement.

## Mariage homosexuel
Les élections générales des Îles Féroé de 2015 marquent un tournant sur la question des droits LGBT sur ce territoire. En effet, le débat du mariage homosexuel est au cœur de la campagne, et pour la première fois de l'histoire des Îles Féroé, une députée ouvertement lesbienne, Sonja Jógvansdóttir, du Parti social-démocrate, est élue au Løgting. Celle-ci promet alors de tout faire pour que le mariage homosexuel soit légalisé.
Le 24 septembre 2015, Sonja Jógvansdóttir, ainsi que les représentants de trois partis, Bjørt Samuelsen, du Parti républicain, Kristianna Winther Poulsen, du Parti social-démocrate, et Hanna Jensen, du parti Progrès, déposent un projet de loi ouvrant le mariage aux couples de même sexe, inscrit à l'ordre du jour le 17 novembre suivant, qui en cas d'approbation, doit entrer en vigueur le 1er juillet 2016,. La première lecture au Løgting a lieu le 24 novembre et la deuxième le 7 mars 2016. Après la troisième lecture, le 29 avril 2016, la loi est adoptée favorablement par une majorité de parlementaires. Néanmoins, la loi doit encore être ratifiée par le Parlement danois. Le 25 avril 2017, celui-ci adopte les adaptations législatives nécessaires. Le 3 mai suivant, la loi reçoit la sanction royale et entre en vigueur le 1er juillet.